# Hiriburu
Hiriburu (en francès i oficialment Saint Pierre d'Irube) és un municipi d'Iparralde al territori de Lapurdi, que pertany administrativament al departament dels Pirineus Atlàntics (regió de la Nova Aquitània). .
Limita a l'oest amb Milafranga, a l'est amb Mugerre i al nord amb Baiona.

## Demografia
| 1901 | 1936 | 1954 | 1962 | 1968 | 1975 | 1982 | 1990 | 1999 |
| ---- | ---- | ---- | ---- | ---- | ---- | ---- | ---- | ---- |
| 829  | 936  | 963  | 1056 | 1469 | 2608 | 3164 | 3676 | 3873 |
|      |      |      |      |      |      |      |      |      |

## Llista d'alcaldes
| Any de les eleccions                        | Nom               |
| ------------------------------------------- | ----------------- |
| Les dades anteriors a 1995 no són conegudes |                   |
| 1995                                        | Pierre Mendiboure |
| 2001                                        | Alain Iriart      |

## Patrimoni religiós

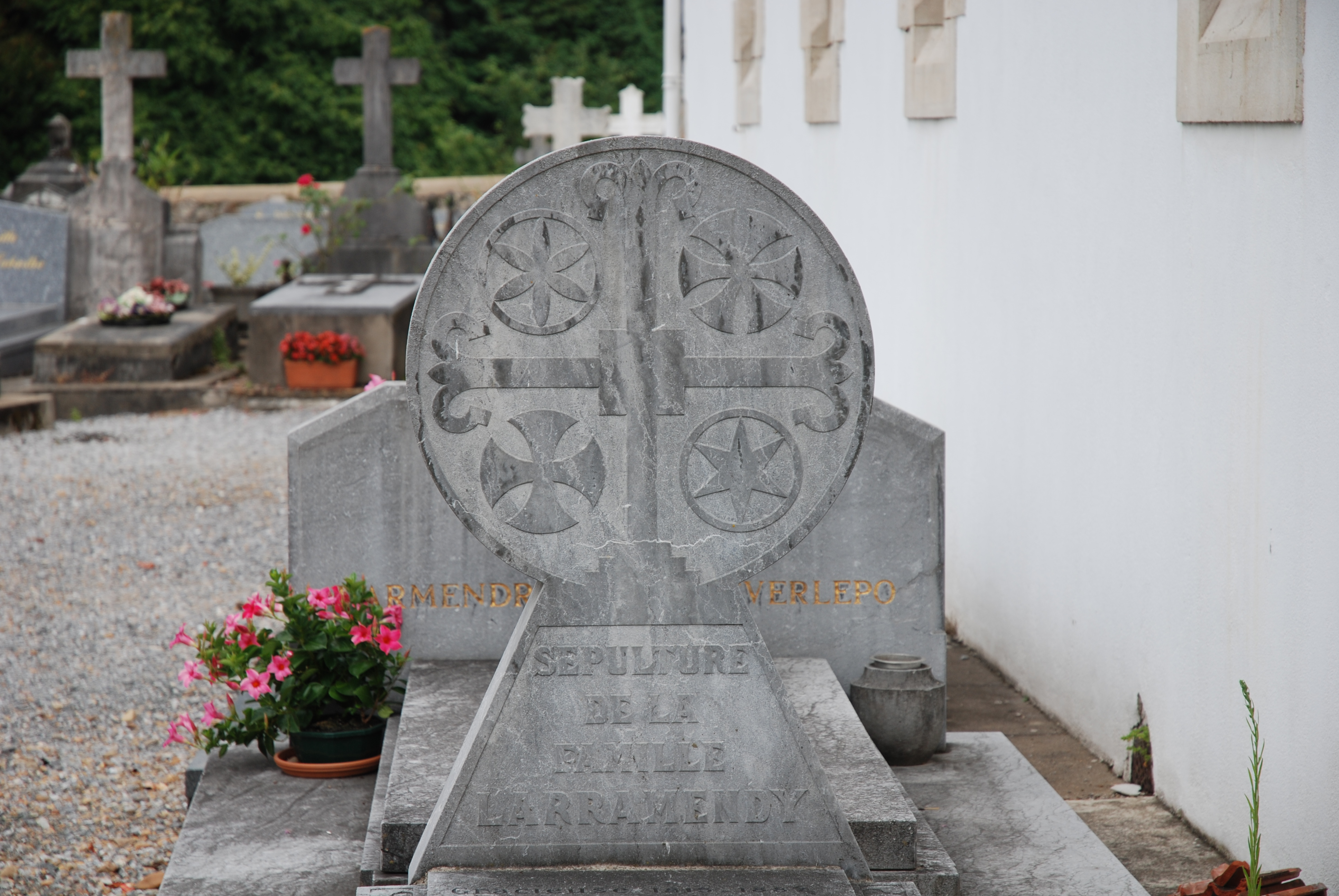
Estela discoïdal
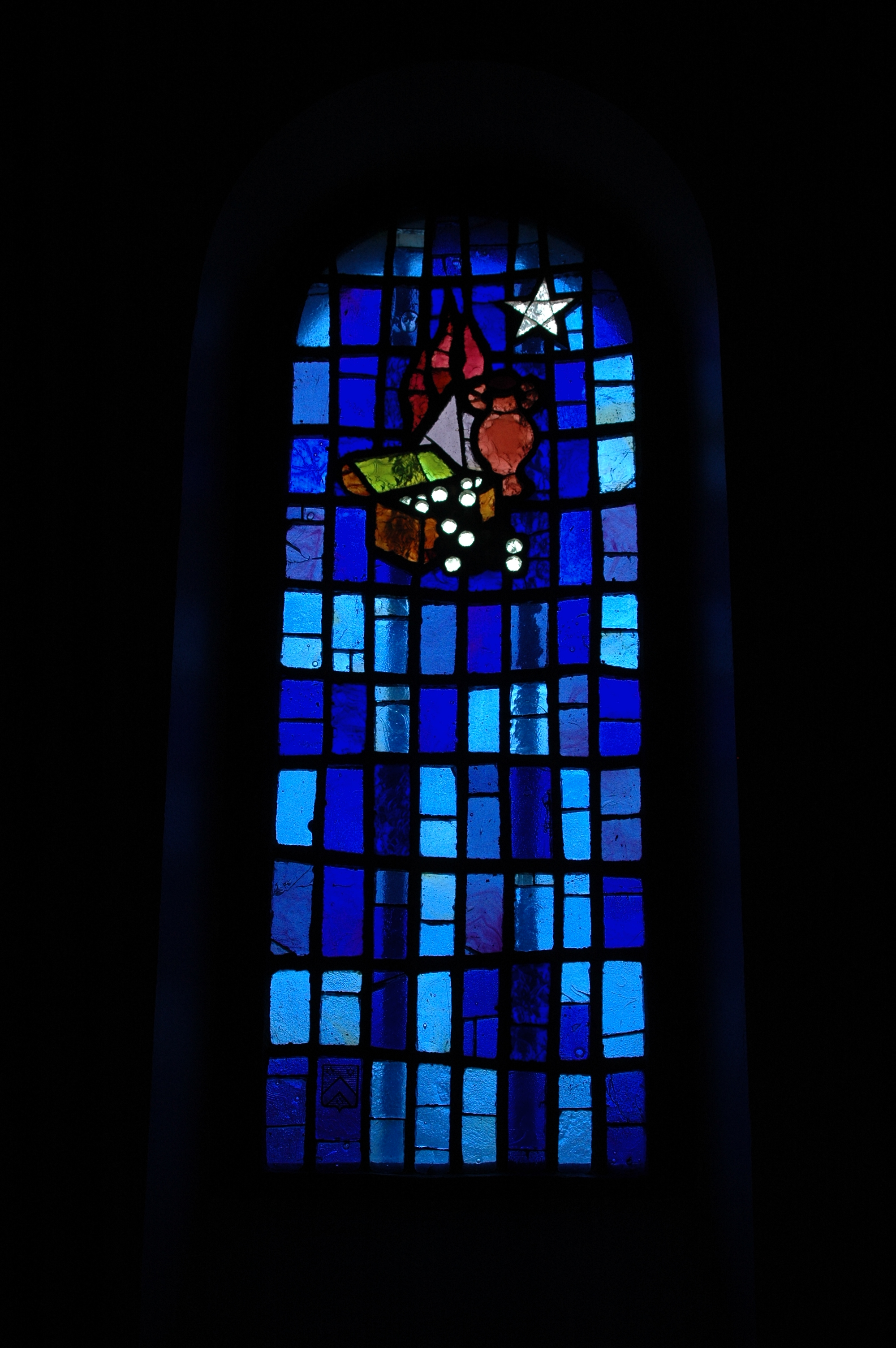
Vitrall de l'església de Saint-Pierre
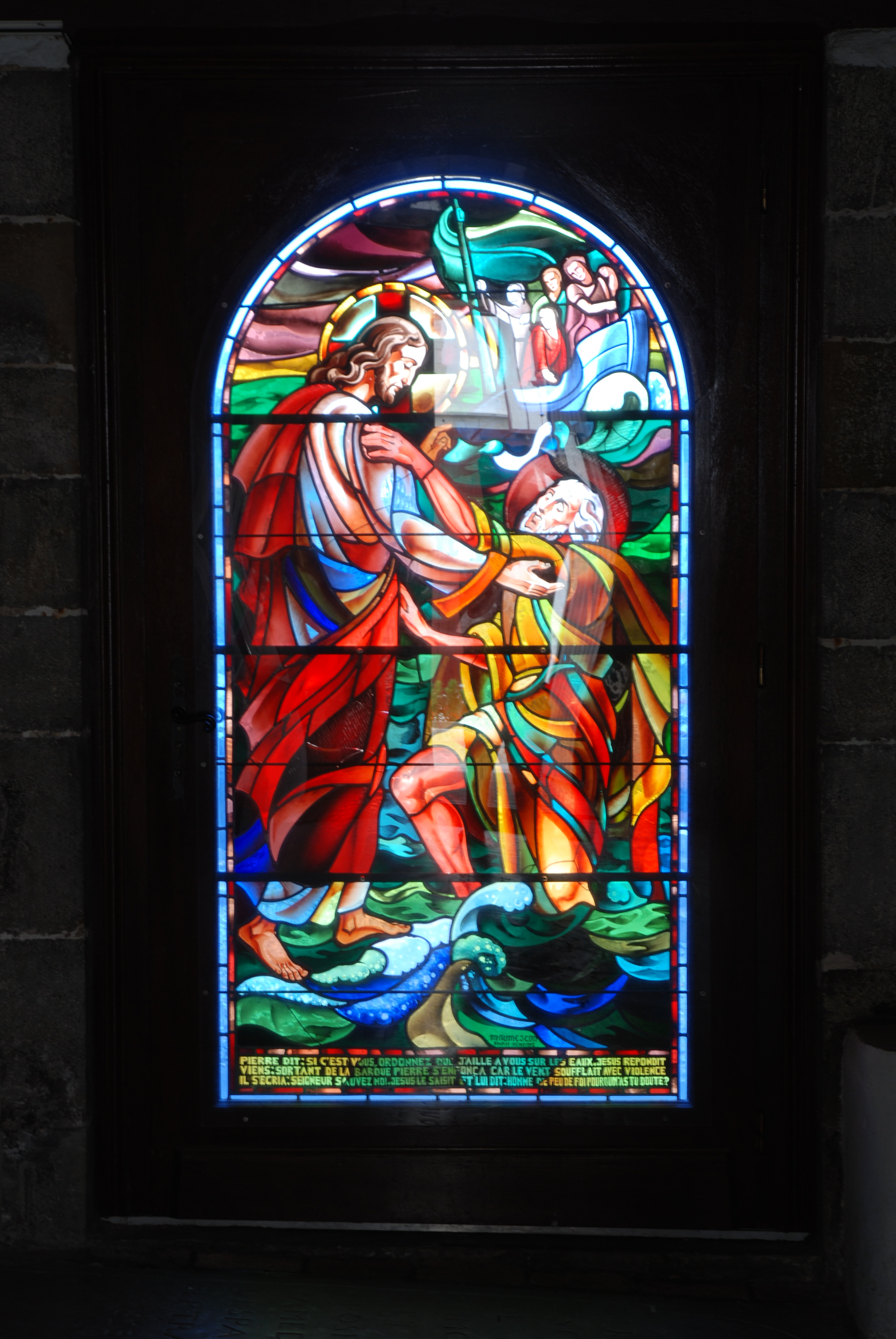
Ibidem
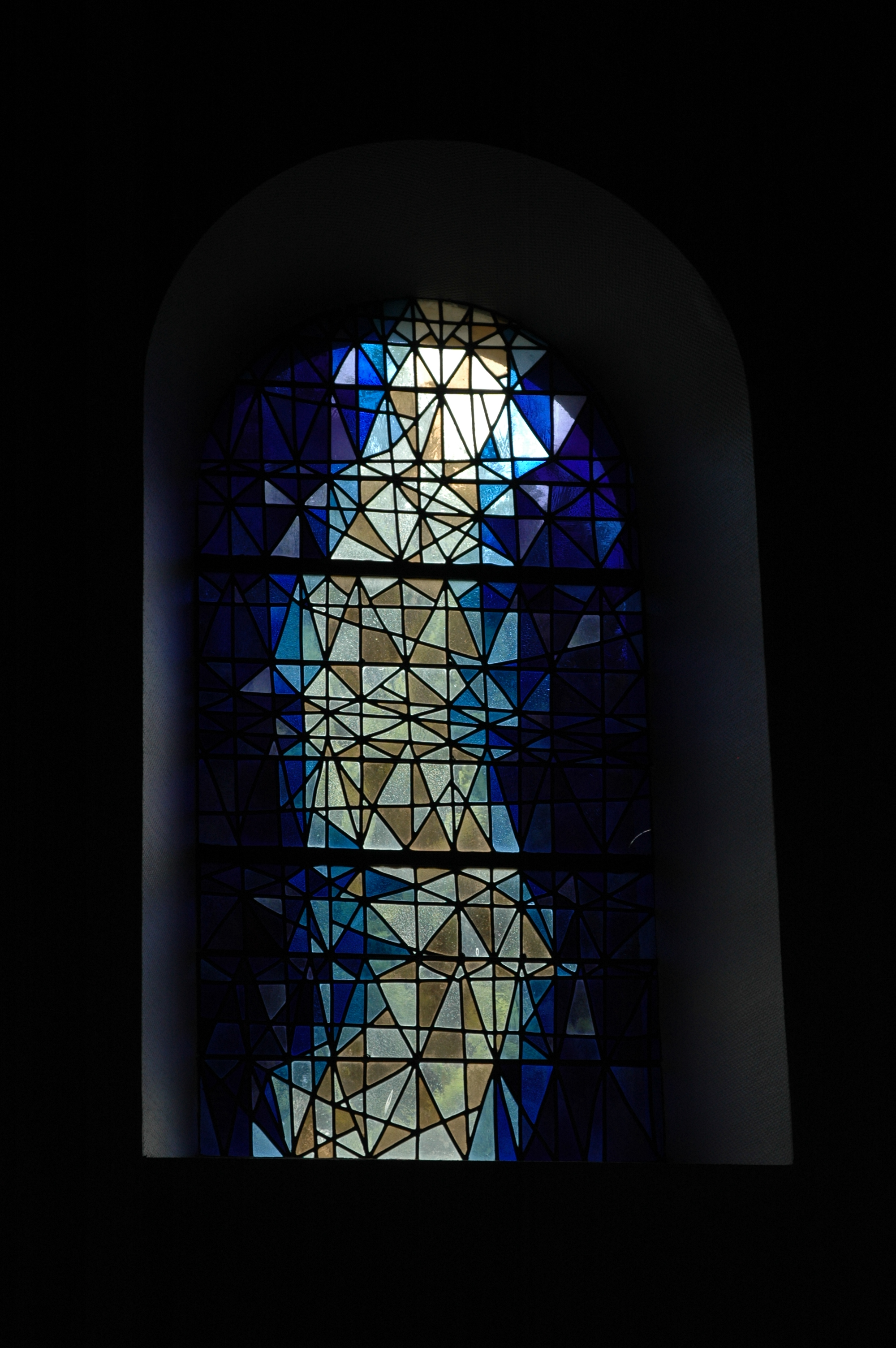
Ibidem